# Palatul Mihai Sturdza din Iași
Palatul Mihai Sturdza din Iași este un palat din municipiul Iași, județul Iași, România. Palatul este pe lista monumentelor istorice din România având codul IS-II-m-B-03808. Acum aici este sediul Facultatea de Teologie Ortodoxă a Universității „Alexandru Ioan Cuza” din Iași.